# Sickerode
Sickerode település Németországban, azon belül Türingiában. Lakosainak száma 138 fő (2023. december 31.).

## Népesség
A település népességének változása:
| Lakosok száma | 151  | 154  | 143  | 140  | 138  |
|               | 2017 | 2019 | 2021 | 2022 | 2023 |